# Sicksjön
Sicksjön är en sjö i Bräcke kommun i Jämtland och ingår i Ljungans huvudavrinningsområde. Sjön är 22,4 meter djup, har en yta på 3,36 kvadratkilometer och befinner sig 280 meter över havet. Sjön avvattnas av vattendraget Lillån.

## Delavrinningsområde
Sicksjön ingår i det delavrinningsområde (699389-151471) som SMHI kallar för Utloppet av Sicksjön. Medelhöjden är 309 meter över havet och ytan är 14,49 kvadratkilometer. Räknas de 5 avrinningsområdena uppströms in blir den ackumulerade arean 39,31 kvadratkilometer. Lillån som avvattnar avrinningsområdet har biflödesordning 4, vilket innebär att vattnet flödar genom totalt 4 vattendrag innan det når havet efter 153 kilometer. Avrinningsområdet består mestadels av skog (69 procent). Avrinningsområdet har 3,36 kvadratkilometer vattenytor vilket ger det en sjöprocent på 23,1 procent.